# 丁格
丁格（Dhing），是印度阿萨姆邦Nagaon县的一个城镇。总人口17841（2001年）。

## 人口
该地2001年总人口17841人，其中男性9130人，女性8711人；0—6岁人口2070人，其中男1061人，女1009人；识字率73.11%，其中男性为78.17%，女性为67.80%。